# Augustin Pavel Wahala
Augustin Pavel Wahala nebo česky Augustin Pavel Vahala (23. ledna 1802 Palačov – 10. září 1877 Litoměřice) byl 12. litoměřický biskup v letech 1866–1877.

## Studium
Narodil se v národnostně smíšené rodině v blízkosti českoněmeckých hranic v Palačově u Starého Jičína. Jeho rodina se cítila převážně českou, a když se začaly projevovat ostré národnostní spory, snažila se je vždy tlumit. Mladý Vahala přešel po skončení základní školy na piaristické gymnázium v Příboru a ve svém studiu pokračoval dál na filozofii v Olomouci. Tam se rozhodl pro kněžství. Teologii pak vystudoval ve vídeňském konviktu. I toto studium zvládl úspěšně a 22. září 1827 byl ve Vídni vysvěcen na kněze. Prvním jeho působištěm se na čtyři roky staly Hranice. Od počátku své duchovní dráhy intenzivně pracoval nejen v Hranicích a okolí, ale i ve své rodné obci.

## V arcibiskupských službách
Když se volbou olomoucké kapituly stal Ferdinand Maria Chotek z Chotkova a Vojnína knížetem – arcibiskupem a byl 13. května 1832 intronizován, jmenoval svým sekretářem a ceremoniářem kaplana Vahalu. Chotek však nečekaně v roce 1836 zemřel na choleru v Praze, kam přijel na korunovaci císaře Ferdinanda českým králem. Musel se zvolit další arcibiskup. Stal se jím 21. listopadu 1836 Maxmilián Josef Sommerau-Beckh (1837–1853). Ten Vahalu ponechal v jeho funkcích. Tím, že je zastával celých jedenáct let, získal jak značné zkušenosti, tak se dobře seznámil s celou arcidiecézí. Stále však toužil pracovat přímo v duchovní správě. V roce 1842 arcibiskup jeho přání konečně splnil; jmenoval ho farářem v Mohelnici. V roce 1848 byl Vahala jmenován děkanem mohelnickým, pak řídil mohelnický děkanát, nakonec se stal arciproboštem a školním dozorcem tehdejšího mohelnického okresu. Mohelnice byla národnostně smíšená, a tak Vahala mohl v tomto ohledu využít své zkušenosti. Zůstával však dál v úzkém styku s olomouckým arcibiskupem, jehož nástupcem se stal Bedřich Egon kardinál Fürstenberg (1853–1892).
Vahala se ve svém působišti intenzivně věnoval pastoraci, kázal, vyučoval a svou činností vzbudil pozornost jak ve vládnoucích světských kruzích, tak v Římě. Byl proto odměněn titulem papežský tajný komoří a dostal i rytířský kříž řádu Františka Josefa.
Olomoucký arcibiskup vyslal Vahalu do Salcburku, kde se za předsednictví Bedřicha Josefa kardinála ze Schwarzenbergu konala mimořádná porada, která 14. září 1848 vypracovala zvláštní adresu vládě, požadující církevní svobodu. Olomoucký arcibiskup hned následujícího měsíce poslal Vahalu do Würzburgu, kde se za opětovného předsednictví Schwarzenberga konala konference, jíž se účastnili všichni němečtí a rakouští biskupové. Důvodem byla bouřlivá situace osudového roku 1848. Vahala byl po návratu jmenován skutečným radou konzistoře a čestným kanovníkem kolegiátní kapituly u Sv. Mořice v Kroměříži. Dále však působil v Mohelnici.

## Litoměřický biskup
Když v Litoměřicích zemřel 26. dubna 1865 biskup Augustin Bartoloměj Hille, jmenoval císař 16. září téhož roku novým litoměřickým biskupem Augustina Pavla Vahalu. Papež Pius IX. ho potvrdil 8. ledna 1866. Biskupské svěcení se konalo 8. dubna 1866 v olomoucké katedrále. Vedl je arcibiskup Fürstenberg a spolusvětiteli byli brněnský biskup Schaffgotsche a světící biskup olomoucký Thyssebaert.
Dne 14. dubna 1866 přijel biskup Vahala do Roudnice nad Labem, která byla jedním z hlavních činitelů usilujících o posílení českých práv. Vahalu uvítal kanovník Alois Hille, synovec předchozího litoměřického biskupa. Po něm následovaly latinské projevy a české uvítání ze strany roudnického starosty.  Biskup Vahala odpověděl česky. Na lodi, která ho přivezla do Litoměřic, mu pěvecký sbor Říp zazpíval píseň „Přicházím přímo z Moravy“. Autorem textu byl známý Vacek-Kamenický. Následujícího dne se v Litoměřicích konala velkolepá intronizace. Za svého sekretáře si zvolil Václava Frinda, pozdějšího pomocného biskupa pražské arcidiecéze.
Prvním biskupským činem bylo založení „Vahalovské nadace“ na podporu diecézního ústavu pro hluchoněmé. Svůj kladný vztah k oběma národnostem aktivně prokazoval jako biskup v tehdy poněmčovaných Litoměřicích. Otevřené válečné hrozby pruského kancléře Bismarcka vyústily v roce 1866 v konkrétní konflikt prusko-rakouský. V diecézi však válka nezpůsobila velké školy. Po jejím ukončení se v Čechách uskutečnily volby a biskup Vahala se z své funkce stal poslancem. Na sněmu hlasoval vždy za Českou národní stranu. Dne 3. června 1866 podepsal instrukci pro duchovní a společný pastýřský list k novému manželskému zákonu. Tyto dvě listiny se nakonec dostaly před soud. Dne 1. července 1868 vydaly vládní orgány nařízení, že církevní soudy mají vydat své spisy civilním soudům. To biskupové samozřejmě odmítli. Proto na konci srpna 1868 přišli na litoměřickou konzistoř komisaři krajského soudu a požadovali vydání spisů církevního soudu. Došlo k ostrému slovnímu sporu, který byl ukončen protokolem o násilném odebrání spisů i přes protest konzistoře.

## I. vatikánský koncil
| na biskupa vysvětil  |                                 |
| jako hlavní světitel | 19. března 1876 Franze Bernerta |
| jako spolusvětitel   | 8. ledna 1871 Karla Nöttiga     |
| jako spolusvětitel   | 16. dubna 1871 Karla Průchu     |
| jako spolusvětitel   | 25. července 1875 Josefa Haise  |

Následujícího roku byl zahájen I. vatikánský koncil, který se konal téměř po 300 letech od koncilu tridentského. Účastnilo se ho 747 biskupů. Od 8. prosince 1869 na něm byl přítomen i biskup Vahala. Před odjezdem do Vatikánu jmenoval generálním vikářem dosavadního praessese konzistoře kanovníka Josefa Ackermanna, jenž byl české národnosti. Biskup Vahala jako jediný jmenoval vikáře i mimo dobu trvání koncilu. Tato funkce jinak nebývala obsazována. Ackermanna pak vystřídal Jan Řehák. Když koncil projednával dogma o papežské neomylnosti, postavilo se 29 účastníků z Rakousko-Uherska pod vedením kardinála Schwarzenberga „proti“. Dne 13. července 1870 se o tomto dogmatu hlasovalo a kardinál Schwarzenberg se opět s 24 členy koncilu z Rakousko-Uherska postavil „proti“. Pouze pět dalších členů koncilu z Rakousko-Uherska hlasovalo „pro“. Mezi nimi byl i biskup Vahala. Koncil byl ukončen 20. října 1870. Již 24. srpna 1870 vyhlásil biskup Vahala v ordinariátním listu dogma o papežské neomylnosti a uveřejnil ostatní vatikánské dekrety. Poté se opět plně věnoval diecézi.

## Závěr života
Trvale pečoval o kněžský seminář a nebyla mu lhostejná sociální a zdravotní problematika jeho studentů. Při své štědré dobročinnosti dokázal být i velice šetrný, takže jeho nástupce převzal více majetku než Vahala při svém nástupu. Celých 11 let byl neobyčejně duševně svěží. Zemřel 10. září 1877 ve stáří 75 let v biskupské rezidenci. Dne 13. října 1877 se konal slavnostní pohřeb, který vedl jeho přítel Schwarzenberg a účastnil se ho i královéhradecký biskup Josef Jan Hais a světící biskup pražský Karel Průcha. Přítomen byl i kanovník Antonín Ludvík Frind, který se stal nástupcem biskupa Vahaly, a také známý český spisovatel vyšehradský probošt Václav Štulc. Podle přání zesnulého litoměřického biskupa bylo jeho srdce, jak již bylo v Litoměřicích zvykem, zasazeno do pilíře v katedrále a opatřeno deskou s latinským nápisem.